# كلاي ريجاتسوني
كلاي ريجاتسوني مواليد 12 أبريل 1942 في سانتا في، كان سائق فورملا 1 سويسري سابق بدأ مسيرته الاحترافية سنة 1970. كان أول سباق له هو جائزة هولندا الكبرى 1970، حقق أول فوز له في جائزة إيطاليا الكبرى 1970. خاض خلال مسيرته 139 سباقاً فاز في 5 منها.

## سباقات شارك فيها
- لو مان 24 ساعة
- بطولة العالم للسيارات الرياضية

## بطولات حققها
- جائزة إيطاليا الكبرى 1970
- جائزة بريطانيا الكبرى 1979

## روابط خارجية
- كلاي ريجاتسوني على موقع Racing-Reference.info (الإنجليزية)
- كلاي ريجاتسوني على موقع DriverDB.com (الإنجليزية)